# Dalarö municipalsamhälle
Dalarö municipalsamhälle kan föras tillbaka till ett kungligt brev av den 22 december 1876, enligt vilket byggnadsstadgan och brandstadgan skulle tillämpas inom ett område inom dåvarande Dalarö landskommun i Stockholms län. Den 18 september 1891 förordnades att även ordningsstadgan skulle tillämpas. Samhället hade vid utgången av år 1899 en befolkning uppgående till 548 personer. Vid folkräkningen 1920 uppges befolkningen till 423 personer bosatta på 0,88 km², vilken ger en befolkningstäthet om 480 inv/km² . I samband med 1952 års kommunreform lades Dalarö landskommun samman Ornö och Utö landskommuner, varvid Dalarö municipalsamhälle även upphörde. Tätorten Dalarö, som i dag har cirka 1 200 invånare ingår numera i Haninge kommun.